# Paracelis
Paracelis is een gemeente in de Filipijnse provincie Mountain Province op het eiland Luzon. Bij de laatste census in 2007 had de gemeente bijna 25 duizend inwoners.

## Geografie

### Bestuurlijke indeling
Paracelis is onderverdeeld in de volgende 9 barangays:
- Anonat
- Bacarni
- Bananao
- Bantay
- Butigue
- Bunot
- Buringal
- Palitod
- Poblacion

## Demografie
Paracelis had bij de census van 2007 een inwoneraantal van 24.705 mensen. Dit zijn 5.720 mensen (30,1%) meer dan bij de vorige census van 2000. De gemiddelde jaarlijkse groei komt daarmee uit op 3,70%, hetgeen hoger is dan het landelijk jaarlijks gemiddelde over deze periode (2,04%). Vergeleken met de census van 1995 is het aantal mensen met 8.823 (55,6%) toegenomen.

De bevolkingsdichtheid van Paracelis was ten tijde van de laatste census, met 24.705 inwoners op 570 km², 43,3 mensen per km².